# 마야 문자

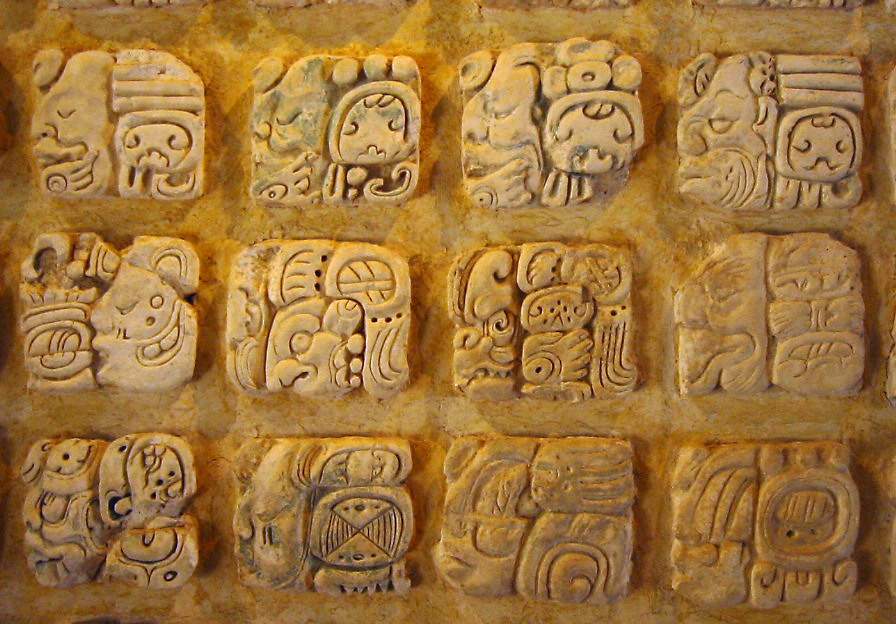
마야 문자 부조

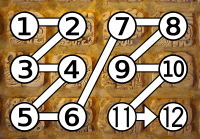
마야문자를 읽는 순서. 위의 마야 문자 부조의 예.

마야 문자는 상형문자(표의+표음 혼합문자)의 일종으로, 마야 문명이 사용했던 문자 체계이다. 유럽의 침략 이전의 원 아메리카 문명의 문자 중 유일하게 상당 부분 해독된 문자체계이다. 가장 오래된 기록은 기원전 3세기까지 거슬러 올라가며, 16세기 스페인의 침략 때까지 지속적으로 사용되었다.(스페인 침략 이후에도 이들의 손길이 닿지 않은 일부 고립지역에서는 계속 사용되었다) 마야 문자는 의미를 나타내는 문자와 음을 나타내는 문자가 함께 어울려 사용되었는데, 이 때문에 일본어의 경우와 같은 혼합문자 체계와 비교하곤 한다. 마야 문자는 18, 19세기의 유럽인 탐험가들에 의해 히에로글리프라고 불렸는데, 이는 이들이 이집트 문자와 연관지어 생각했기 때문이다.
그러나, 마야 문자는 이집트 문자나 알려진 다른 문명의 표의, 표어문자 체계와는 아무런 관련이 없다. 마야 문자는 문자기록 자체가 예술이라고 할 수 있을 정도로 매우 복잡하고 정교하며 장식적인 특징을 보이며, 세계 나머지 문자들과 외형상 유사점이 거의 없는 특이한 문자이다.

## 역사
기독교 포교를 위해 도착한 스페인의 란다 주교는 오랜 시간동안 마야제국이 오랜 시간동안 축척해온 기록들을 "악마"의 흔적으로 간주하여 거의 다 태워 버렸다. 그러나 일부는 기독교 포교를 위한 연구자료로서 남겨두었는데, 아이러니컬하게 오늘날 마야 문자에 대한 연구 결과는 대부분 그가 남긴 기록을 근거로 한다. 란다는 마야인의 그림 문자를 로마자와 같은 알파벳이라 여겼기에 그는 그러한 생각을 토대로 란다 알파벳으로 부르는 최초의 연구저서를 남겼다.
마야 문자를 해독하는 일은 지난한 과정이었다. 20세기까지도 문자의 일부가 천문과 역법 그리고 역사와 관련이 있을 것이라는 정도만 알려졌을 뿐, 세부 적인 해독은 성공한 경우가 전혀 없었다. 해결의 단초를 마련한 사람은 러시아 출신의 언어학자 유리 크노로소프다. 그는 최초로 마야 문자가 알파벳이 아니라 의미를 나타내는 그림 문자와 음성을 나타내는 음절 문자로 나뉜다는 특성을 추정했다. 크노로소프의 연구성과는 당시 동서냉전의 분위기를 타고 서방과 미국의 학자들로부터 완전히 무시되었으나, 1960년대 들어 점차 크노로소프의 추정이 옳았음을 판명할 정도로 연구성과가 크게 진척되었다. 이후 마야 문자에 대한 이해는 급속도로 발전하여 오늘날에는 모든 자료의 90%가 상당히 정확하게 해독되었다는 점에 학자들은 동의한다.